# 隆輝集團
隆輝集團有限公司，簡稱隆輝集團（英語：LAFE HOLDINGS LIMITED，港交所除牌時0186.HK），在1985年由彭麟基創立當時經營在香港和中國內地房地產公司，之後在1988年轉型為電子公司。
該公司前身為「柏永投資有限公司」，以及「隆輝(華北)酒店投資有限公司」，而該股份在1987年7月9日，當時招股價為1.5港元，但由於前主席及總經理彭麟基，牽涉大量購入買賣隆輝集團股份，也就是當時恆指股災時購買，於是引起香港證監會前身的，證券事務監察執行處注意，而由於受到財政問題，1989年，由丁謂、何永安，以及何鴻燊有關人士收購。
另外，已被內幕交易審裁處檢控前主席股份買賣問題，而在1990年11月27日被百慕達註冊的嘉域集團有限公司作為介紹形式上市。

## 連結
- GrandeHoldings.com （页面存档备份，存于）